# 스포츠카 경주
스포츠카 경주는 두 개의 좌석과 덮인 바퀴가 있는 스포츠카를 사용하는 모터스포츠 도로 경주의 한 형태이다. 스포츠카 경주에서 가장 높은 수준인 목적에 맞게 제작된 스포츠 프로토타입이거나, 도로 주행 모델을 기반으로 하여 일반적으로 스포츠 프로토타입만큼 빠르지는 않은 GT카일 수 있다. 스포츠카 경주는 종종 특히 긴 거리나 오랜 시간 동안 진행되는 내구 레이싱으로, 자동차의 성능이나 드라이버의 기술보다는 자동차와 드라이버의 신뢰성 및 효율성을 강조한다. FIA 세계 내구 선수권 대회와 IMSA 스포츠카 챔피언십은 가장 잘 알려진 스포츠카 경주 시리즈 중 일부이다. 스포츠카 경주는 포뮬러 원과 같은 포뮬러 자동차 경주, BTCC와 같은 투어링 카 레이싱('이국적인' 스포츠카와는 대조적으로 '살롱 카'를 기반으로 함), NASCAR와 같은 스톡 카 레이싱과 함께 서킷 자동차 경주의 주요 유형 중 하나이다.
포뮬러 자동차 경주의 순수함과 투어링 카 레이싱의 친숙함이 혼합된 이 스타일은 종종 연례 르망 24시 내구 레이스와 가장 잘 연관된다. 1923년에 처음 개최된 르망은 가장 오래된 자동차 경주 중 하나이다. 잘 알려진 폐지된 스포츠카 경주로는 이탈리아의 고전적인 타르가 플로리오 (1906-1977)와 밀레 밀리아 (1927-1957), 그리고 멕시코의 카레라 파나메리카나 (1950-1954)가 있다. 대부분의 최고급 스포츠카 경주는 순수한 속도보다는 내구성 (일반적으로 6시간에서 24시간 사이), 신뢰성 및 전략을 강조한다. 더 긴 경주는 일반적으로 복잡한 피트 전략과 정기적인 드라이버 교체를 포함한다. 결과적으로 스포츠카 경주는 개인 스포츠보다는 팀 노력으로 간주되며, 존 와이어, 톰 워킨쇼, 드라이버에서 컨스트럭터로 전향한 앙리 페스카롤로, 페터 자우버 및 라인홀트 조스트와 같은 팀 매니저들이 일부 드라이버만큼이나 유명해졌다.
스포츠카 경주에서의 성공은 알파 로메오, 애스턴 마틴, 아우디, 벤틀리, BMW, 쉐보레, 페라리, 재규어 자동차, 람보르기니, 란치아, 로터스 자동차, 마세라티, 메르세데스-벤츠, 그리고 포르쉐의 명성을 높이는 데 기여했다. 이 제조사들의 최고급 로드카는 종종 경주용 차량과 공학 및 스타일링 면에서 유사했다. 이러한 자동차의 이국적인 특성과의 밀접한 연관성은 스포츠카 경주와 투어링 카를 구별한다.
데이토나 24시, 세브링 12시, 그리고 르망 24시는 내구 레이싱 트리플 크라운으로 간주된다. 다른 중요한 스포츠카 내구 레이스로는 프티 르망, 뉘르부르크링 24시, 스파 24시, 바서스트 12시 및 스즈카 1000km가 있다.

## 역사

### 진화
역사가 리처드 호프에 따르면, "1914년 이전 시대에는 스포츠카 디자이너와 그랑프리 기계 디자이너를 구별하는 것이 분명히 불가능하다. 고(故) 조르주 파루는 스포츠카 경주가 1923년 첫 르망 24시 레이스까지 태어나지 않았다고 주장했으며, 그 경주의 공동 창시자로서 그의 의견에 편견이 있었을지 모르지만, 1919년 이후 알려진 스포츠카 경주가 제1차 세계 대전 이전에는 존재하지 않았던 것은 분명히 사실이다."

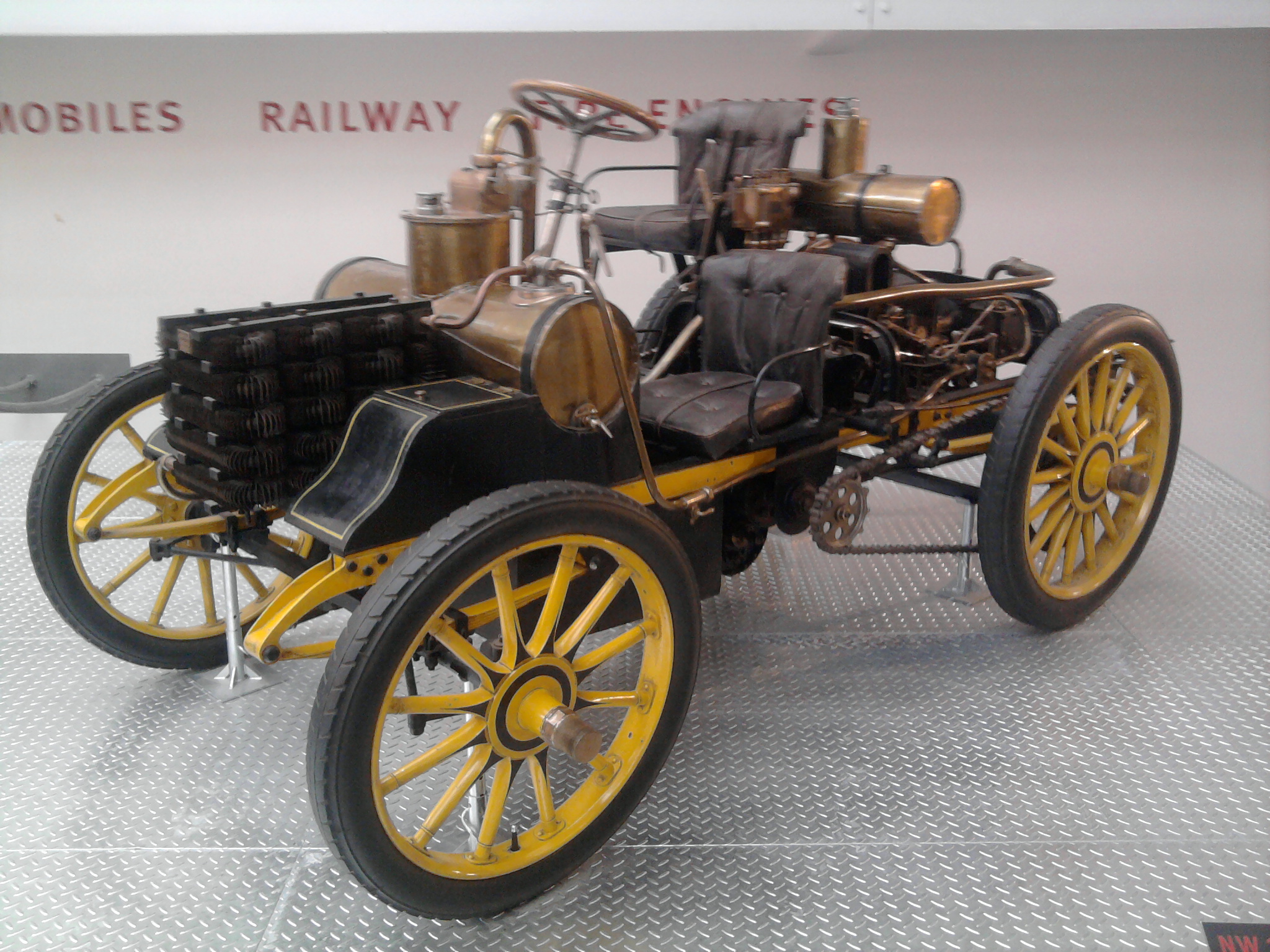
1900년 NW 렌츠바이어 (더블 레이서)

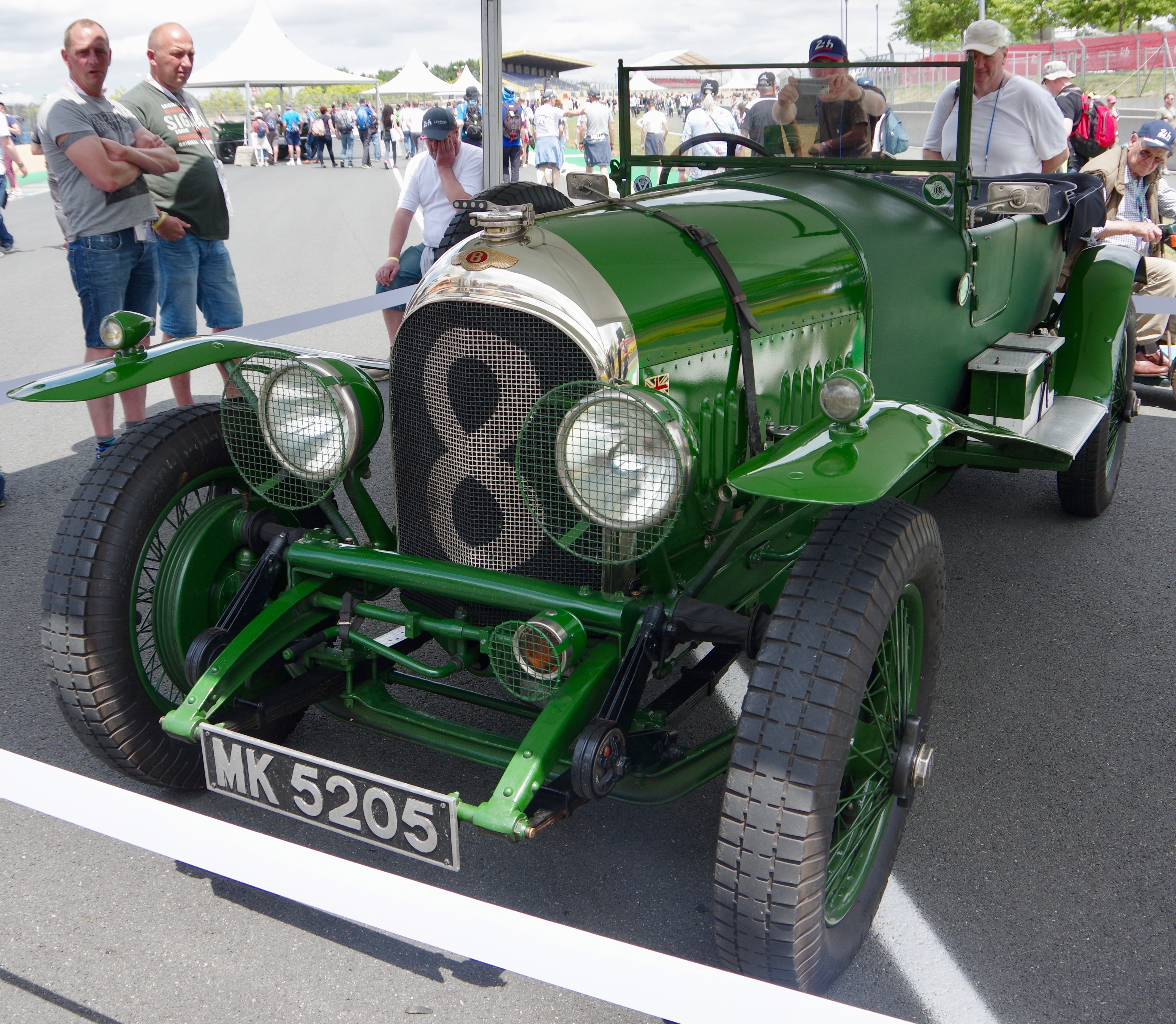
1926년 벤틀리 3 리터 르망

1920년대에 내구 레이싱과 그랑프리 자동차 경주에 사용되던 자동차는 여전히 기본적으로 펜더와 두 개의 좌석을 갖추고 있어 필요한 경우 또는 허용되는 경우 정비사를 태울 수 있었다. 부가티 타입 35와 같은 자동차는 그랑프리와 내구 레이스에서 거의 똑같이 잘 달렸지만, 점차 전문화가 스포츠 레이서와 그랑프리 카를 구별하기 시작했다. 전설적인 알파 로메오 티포 A 모노포스토는 1930년대 초 진정한 1인승 자동차의 진화를 시작했으며, 그랑프리 레이서와 그 미니어처 보아튀레트 후속 모델은 펜더와 두 번째 좌석을 제거함으로써 비교적 짧은 경주에 최적화된 고성능 1인승 자동차로 빠르게 진화했다. 1930년대 후반에 프랑스 제조사들은 GP 레이싱에서 메르세데스-벤츠와 아우토-우니온 자동차의 발전을 따라잡을 수 없게 되자, 주로 대용량 스포츠카를 이용한 국내 대회에 집중했다. 들라이예, 탤벗, 그리고 후기 부가티와 같은 브랜드들이 지역적으로 두드러졌다.
마찬가지로 1920년대와 1930년대에 걸쳐 로드 스포츠/GT카는 빠른 투어링카(르망은 원래 투어링카 경주였다)와 구별되어 나타나기 시작했으며, 주로 로드 주행용 차량에서 파생되었든 순종 레이싱카에서 개발되었든 스포츠카는 르망과 밀레 밀리아와 같은 경주를 지배하게 되었다.
밀레 밀리아, 투르 드 프랑스 자동차 경주, 타르가 플로리오와 같이 종종 먼지투성이의 도로에서 열리는 유럽 전역의 공개 도로 내구 레이스에서는 펜더와 정비사 또는 내비게이터의 필요성이 여전히 존재했다. 주로 이탈리아 자동차와 경주가 이 장르를 정의했기 때문에, 이 카테고리는 그란 투리스모로 알려지게 되었다(특히 1950년대에). 이는 짧은 서킷에서만 달리는 것이 아니라 장거리를 주행해야 했기 때문이다. 이러한 임무를 견디기 위해서는 신뢰성과 기본적인 편안함이 필수적이었다.

### 전후 부활

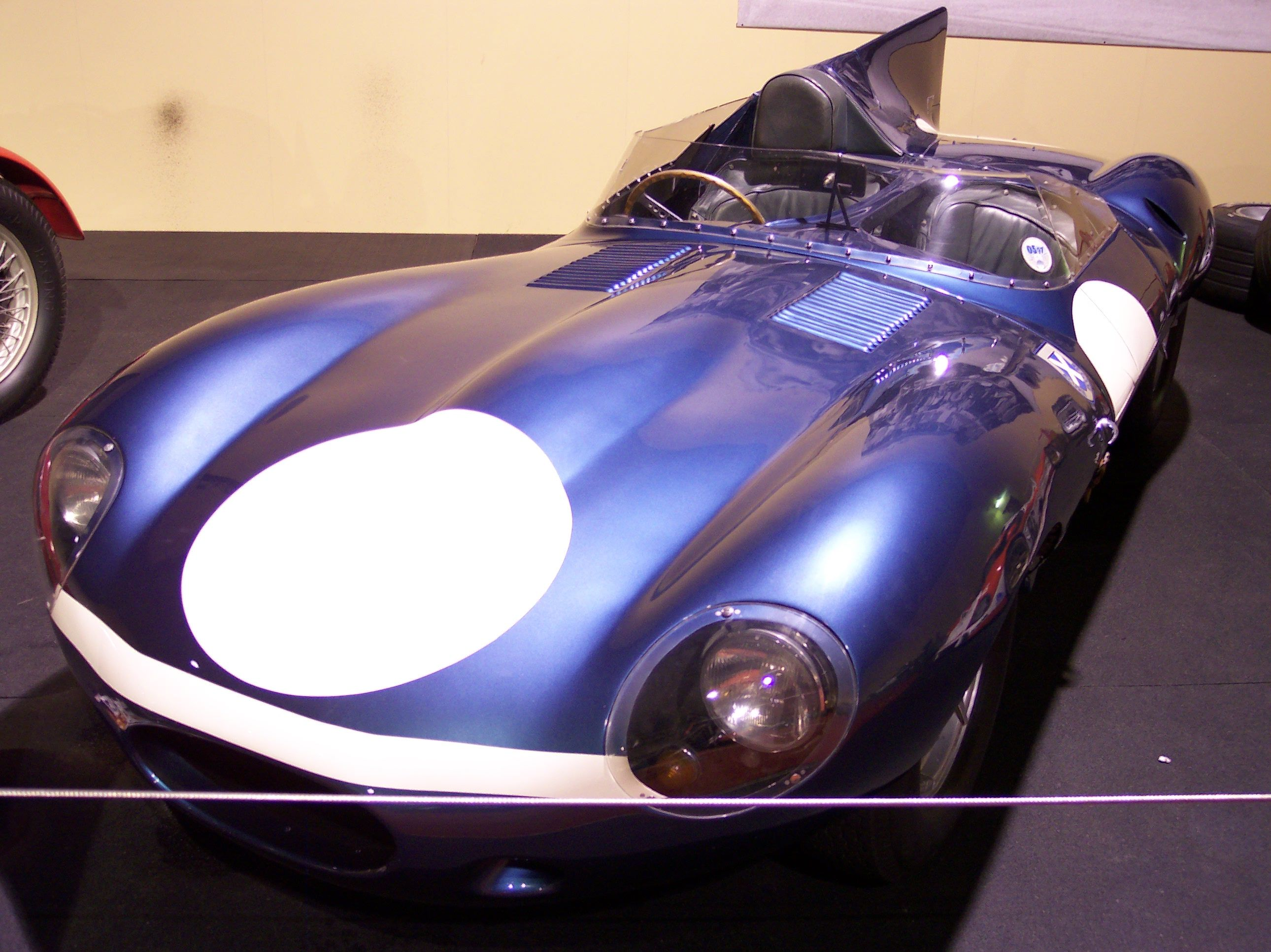
1957년 르망 24시는 재규어 XKD가 우승했다.

제2차 세계 대전 이후, 스포츠카 경주는 자체적인 클래식 레이스와 1953년부터 자체 FIA 공인 세계 스포츠카 챔피언십을 갖춘 독특한 형태의 경주로 부상했다. 1950년대에는 스포츠카 경주가 그랑프리 경쟁만큼이나 중요하게 여겨졌고, 페라리, 마세라티, 재규어, 애스턴 마틴과 같은 주요 브랜드들은 그들의 워크스 프로그램에 많은 노력을 기울이고 고객들에게 자동차를 공급했다. 스포츠 레이서들은 1950년대에 도로 주행용 스포츠카와의 밀접한 관계를 잃었고, 주요 레이스들은 재규어 C 및 D 타입, 메르세데스 300SLR, 마세라티 300S, 애스턴 마틴 DBR1 및 초기 테스타 로사들을 포함한 다양한 페라리와 같은 전용 경쟁 자동차들에 의해 경쟁되었다. 최고의 그랑프리 드라이버들도 스포츠카 경주에 정기적으로 참가했다. 1955년 르망 24시와 1957년 밀레 밀리아에서의 대형 사고 이후, 스포츠카의 출력은 1958년부터 세계 챔피언십에서 3리터 엔진 용량 제한이 적용되어 억제되었다. 1962년부터 스포츠카는 FIA가 세계 스포츠카 챔피언십을 국제 GT 제조사 챔피언십으로 대체하면서 일시적으로 GT카에 밀려났다.

### 국가 수준의 성장
국제 레이싱보다는 국내 레이싱에서 1950년대와 1960년대 초 스포츠카 경쟁은 지역적으로 인기가 있었던 것을 반영하는 경향이 있었으며, 지역적으로 성공한 자동차들이 각국의 국제 경쟁 방식에 영향을 미 미쳤다.
미국에서는 수입된 이탈리아, 독일, 영국 자동차들이 현지 하이브리드 자동차들과 경쟁했으며, 처음에는 동부 해안과 서부 해안의 매우 뚜렷한 장면이 점차 수렴되었고, 카모라디, 브릭스 커닝햄 등 여러 클래식 레이스와 중요한 팀들이 등장했다. 미국 시장은 소형 클래스에서는 작은 MG 및 포르쉐 자동차를, 대형 클래스에서는 수입된 재규어, 마세라티, 메르세데스-벤츠, 알라드 및 페라리 자동차를 특징으로 하는 경향이 있었다.

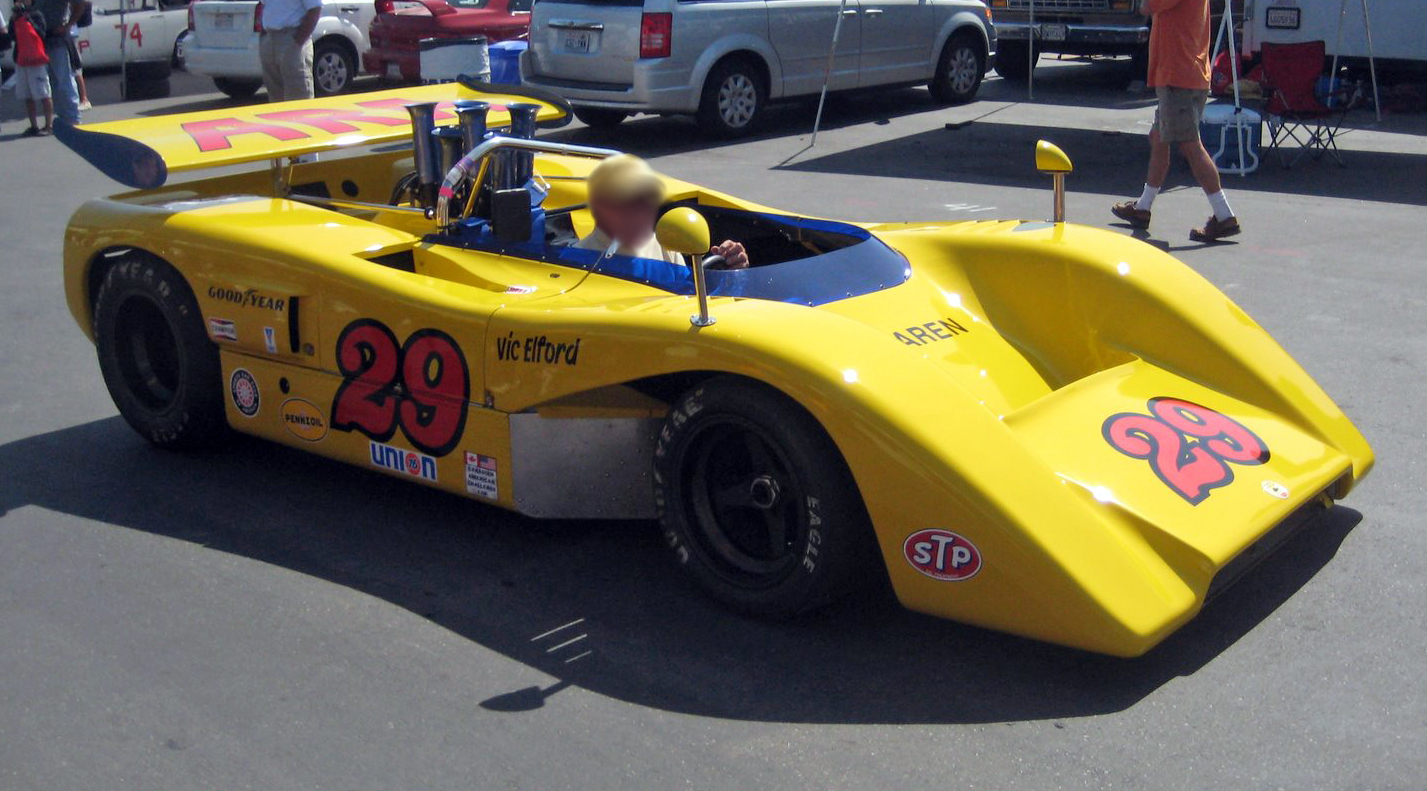
빅 엘포드가 1971년 캐나다-아메리칸 챌린지 컵에서 운전했던 맥라렌 M8E

1950년대와 60년대에는 유럽 섀시와 대형 미국 엔진을 특징으로 하는 강력한 하이브리드 차량들이 등장하여 대서양 양쪽에서 경주를 벌였다. 초기 알라드 차량부터 대형 엔진을 장착한 로터스 19와 같은 하이브리드 차량, 그리고 AC 코브라에 이르기까지 다양했다. 대부분 영국 섀시와 미국 V8 엔진의 조합은 1960년대와 1970년대에 인기 있고 화려한 캔-암 시리즈를 탄생시켰다.
영국에서는 2리터 스포츠카가 처음에는 인기가 많았고(브리스톨 엔진이 쉽게 구할 수 있고 저렴했기 때문), 이후 1100cc 스포츠 레이서는 젊은 드라이버들에게 매우 인기 있는 카테고리가 되었다(실질적으로 500cc F3를 대체했다). 롤라, 팀 로터스, 쿠퍼 등이 매우 경쟁적이었다. 비록 다른 한편으로는 1960년대 초중반에 국내 스포츠 레이싱 무대가 정교한 GT와 이후 대형 엔진의 "빅 뱅어"를 끌어들였는데, 이 기술은 대부분 캔-암을 탄생시켰지만 곧 사라졌다. 클럽맨은 1960년대부터 1990년대까지 클럽 레이싱 수준에서 많은 즐거움을 제공했으며, 존 웹은 1980년대에 썬더스포츠로 대형 스포츠 프로토타입에 대한 관심을 되살렸다. 그룹 C에 대한 관심도 몇 년 동안 C2 챔피언십을 유지할 만큼 충분했다. '클럽' 수준에서는 모디파이드 스포츠카("ModSports")와 프로덕션 스포츠카("ProdSports") 경주가 1980년대까지 대부분의 영국 레이싱 미팅의 특징으로 남아 있었고, 스포츠 또는 살롱 자동차를 위한 본질적으로 포뮬러 리브레인 "스페셜 GT" 시리즈로 발전했다. 1980년대의 상대적인 침체기 이후 1990년대 중반에 브리티시 GT 챔피언십이 등장했다.
이탈리아는 수많은 피아트 기반 특수 차량(종종 "etceterinis"라고 불림)과 소형 알파 로메오를 통한 풀뿌리 레이싱, 그리고 세계 무대에서 경쟁할 뿐만 아니라 국내 고객에게도 자동차를 판매했던 마세라티, 페라리와 같은 고급 차량을 모두 갖추고 있었다. 밀레 밀리아와 같은 도로 경주에는 스톡 투어링카부터 세계 챔피언십 경쟁 차량까지 모든 것이 포함되었다. 밀레 밀리아는 1957년 치명적인 사고로 인해 폐지될 때까지 이탈리아에서 가장 큰 스포츠 행사였다. 또 다른 거친 도로 경주인 타르가 플로리오는 1970년대까지 세계 챔피언십의 일부로 남아 있었고 그 후로도 오랫동안 지역 경주로 남아 있었다.
프랑스 자동차 산업이 크고 강력한 자동차에서 작고 실용적인 자동차로 전환하면서, 1950년대와 1960년대 초 프랑스 스포츠카는 소형 용량에 공기역학적으로 뛰어났으며(종종 파나르 또는 르노 부품을 기반으로 함), 르망과 랭스에서 "성능 지수"를 획득하고 핸디캡 경주에서 승리하는 것을 목표로 했다. 1960년대 후반부터 1970년대 후반 사이에 마트라와 르노는 르망에서 우승하기 위해 상당한 성공적인 노력을 기울였다.
독일에서는 국내 생산 기반 레이싱이 주로 BMW, 포르쉐, 메르세데스-벤츠에 의해 지배되었지만, 스포츠카/GT 레이싱은 점차 투어링카에 의해 가려졌고, 초기 스포츠카 기반의 도이체 렌스포츠 마이스터샤프트는 점차 도이체 투렌바겐 마이스터샤프트로 발전했다. 포르쉐는 1950년대 후반부터 스포츠 프로토타입 라인을 발전시키기 시작했다. 강인함과 신뢰성으로 유명한 그들은 타르가 플로리오와 같은 소모전에서 승리하기 시작했으며, 더 커지면서(포르쉐 910을 통해 포르쉐 908로, 그리고 마침내 포르쉐 917) 슈투트가르트 브랜드는 처음에는 전체 우승을 위한 경쟁자가 되었고, 그 후 스포츠카 레이싱을 지배하게 되었다. 포르쉐와 메르세데스는 1970년대, 80년대, 90년대, 그리고 2010년대에 걸쳐 스포츠 최고 수준으로 간헐적으로 복귀했다.
스포츠카 경주는 일본에서 간헐적으로 인기가 있었다. 1960년대에는 소형 스포츠 레이서와 심지어 캐나다-아메리칸 챌린지 컵에서 경주했던 그룹 7 자동차의 현지 버전도 인기가 있었다. 1990년대 초까지 건강한 현지 스포츠 프로토타입 챔피언십이 운영되었으며, 현재 슈퍼 GT 시리즈는 많은 국제 드라이버가 참가하는 고예산 제조업체 노출을 제공한다. 일본 제조업체들은 또한 미국 스포츠카 시장(특히 닛산 자동차와 토요타 자동차는 IMSA 전성기에)과 유럽 시장, 특히 르망에 자주 참가했다. 주요 일본 브랜드들의 수년간의 노력에도 불구하고 1991년 마쓰다에 의해서만 일본 브랜드의 유일한 승리가 기록되었고, 2018년이 되어서야 토요타가 1위와 2위를 차지했다. 토요타는 2019년에 또 다른 1위와 2위를 차지했다.

### 1960년대와 1970년대 – 진화, 부상, 그리고 쇠퇴

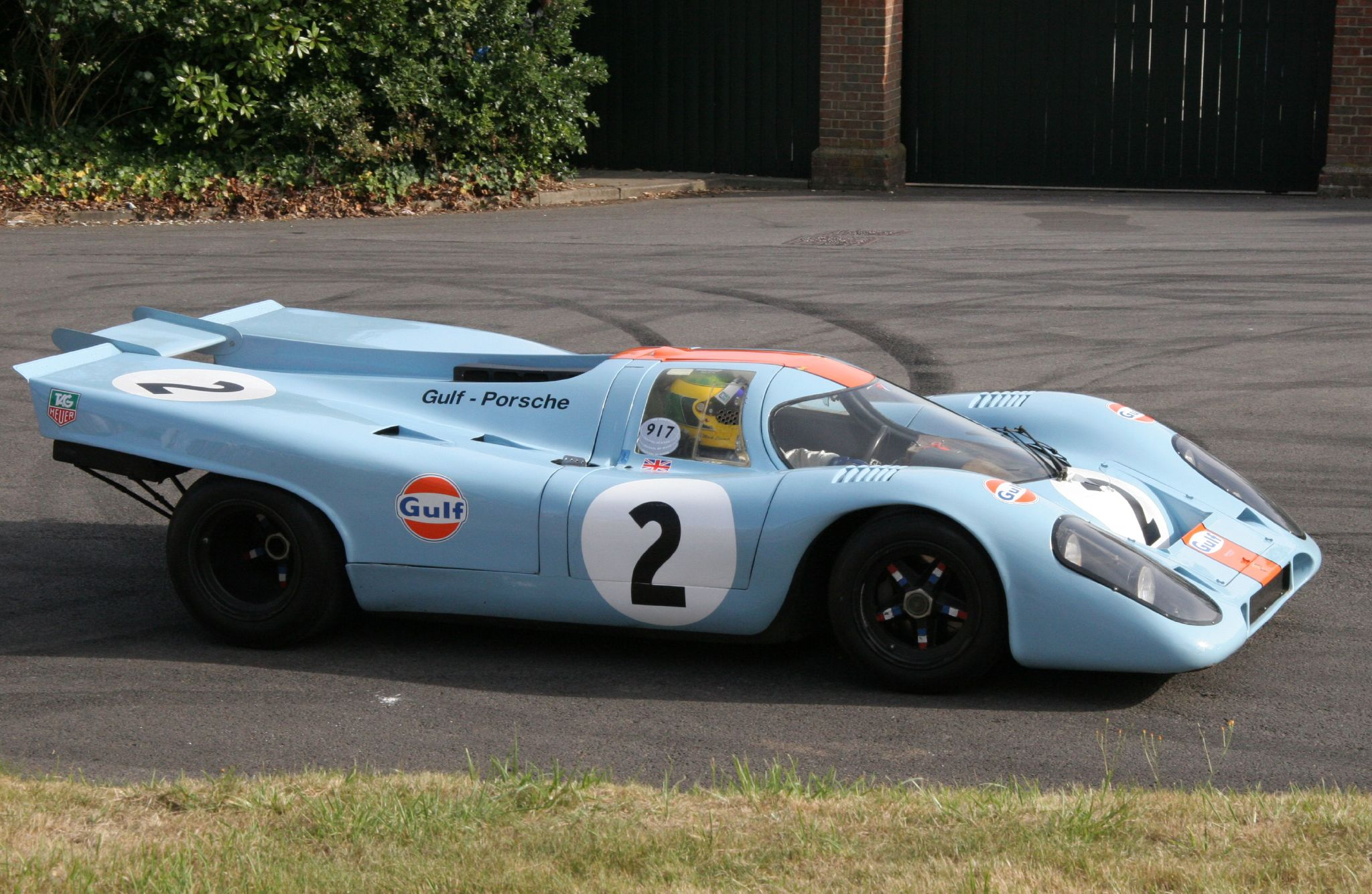
2006년 굿우드 페스티벌 오브 스피드에 전시된 상징적인 1970년 포르쉐 917

1960년대가 진행되면서 강력한 프로토타입(생산 차량과 실제 연관성이 없는 순종 2인승 레이싱카)이 등장하기 시작했으며, 페라리, 포드, 포르쉐, 로터스, 알파 로메오, 마트라 등과 같은 전문 제조사들 간의 전 세계적인 경쟁이 1970년대 초까지 이어졌다. 르망에서의 경쟁은 스티브 맥퀸 주연의 영화 르망으로 스크린에까지 등장했다. 이 시기는 많은 사람들에게 스포츠카 레이싱의 전성기로 여겨졌으며, 자동차의 기술과 성능이 포뮬러 1에서 볼 수 있는 것을 훨씬 능가했다. 호몰로게이션으로 인해 많은 완전한 레이싱카가 생산 차량으로 분류될 만큼 충분한 수량으로 생산되었다. FIA는 심지어 생산 기반이라고 주장되는 자동차에도 더 많은 제한을 가하고 프로토타입에 사용할 수 있는 출력에 가혹한 제한을 두었다. 1960년대 후반/1970년대 초반의 이러한 프로토타입들은 동시대의 그랑프리 차량보다 훨씬 빨랐으며, 1972년부터는 F1 규정에 따라 훨씬 작은 엔진으로 달리도록 제한되었고, 종종 내구성을 위해 디튠되었다. 그룹 4 그랜드 투어링 카와 그룹 5 스페셜 프로덕션 카는 1976년부터 "스포츠카" 레이싱의 주요 형태가 되었으며, 프로토타입은 르망에서의 포르쉐 936의 지배와 소형 2리터 그룹 6 프로토타입을 위한 낮은 수준의 레이스 시리즈를 제외하고는 전반적으로 쇠퇴했다.
특히 미국식 스포츠카 경주 방식으로는 캔-암 시리즈가 있었는데, 이 시리즈에서는 사실상 무제한적인 스포츠 프로토타입이 비교적 짧은 경주에서 경쟁했다. 이 시리즈는 1966년부터 1974년까지 진행되었으며, USRRC의 확장판으로 FIA 그룹 7 규정을 따랐다. 원래의 캔-암은 비용 상승과 1973년 에너지 위기로 인해 중단되었다.
르망 24시 주최자인 ACO는 더 많은 프로토타입을 경주에 끌어들이면서도 비교적 경제적인 공식을 고안하려 노력했다. 1970년대 후반 연료 소비 규정을 기반으로 한 그들의 그랜드 투어링 프로토타입(GTP) 규정은 스포츠 역사상 최고점으로 널리 평가되는 두 가지 다른 종류의 스포츠카 경주를 탄생시켰다.

### 1980년대 – 그룹 C 및 IMSA GTP
유럽에서는 FIA가 ACO GTP 규정을 거의 그대로 채택하고 그룹 C 세계 내구 챔피언십(또는 세계 스포츠카 챔피언십)을 승인했는데, 여기에는 포르쉐, 애스턴 마틴, 메르세데스-벤츠, 닛산 자동차, 재규어 등의 첨단 폐쇄형 콕핏 프로토타입이 참가했다. 미국에서는 IMSA 카멜 GTP 시리즈가 제조사 지원 팀과 개인 팀의 거대한 필드 간의 치열한 경쟁을 자랑했다. 이 자동차들은 기술적으로 그룹 C와 유사했지만, 성능을 제한하기 위해 무게와 엔진 배기량의 슬라이딩 스케일을 사용했다. 그룹 C와 GTP 모두 각각 그룹 C2와 카멜 라이츠라는 보조 카테고리를 가지고 있었는데, 이는 소규모 전문 제작사나 진지한 아마추어 팀의 참가를 목표로 했다.

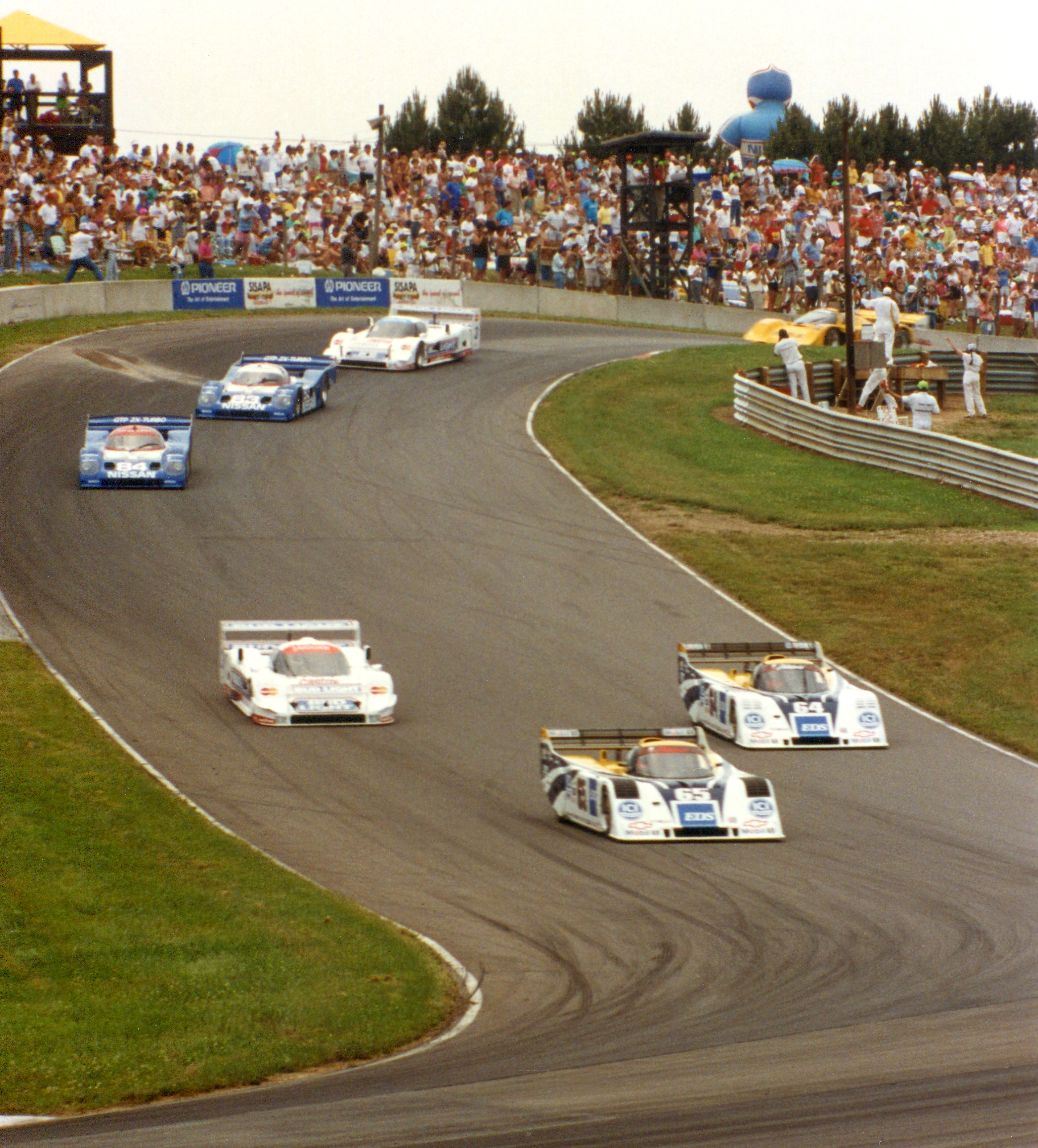
1991 IMSA GTP

FIA는 1990년대 초 그룹 C를 사실상 "2인승 그랑프리" 형식으로 만들려고 시도했는데, F1과 공통된 엔진 규정, 짧은 레이스 거리, 그리고 F1 라운드와 맞물리는 일정을 특징으로 했다. 이는 비용을 증가시키고 참가자와 관중을 멀어지게 했으며, 1993년에는 푸조, 재규어, 토요타 자동차, 메르세데스-벤츠 팀이 모두 철수하면서 유럽에서 프로토타입 레이싱은 사장되었다.

### 1990년대 – 부활과 재기
WSPC를 대체할 최고 수준의 내구 레이싱 시리즈를 제공하기 위해 여러 GT 시리즈가 국내 및 유럽 수준에서 나타났으며, BPR 시리즈는 결국 FIA GT 챔피언십으로 발전했다. IMSA GTP는 몇 년 더 지속되었지만, 상대적으로 단순한 오픈탑 프로토타입인 월드 스포츠카를 위한 시리즈로 대체되어 페라리 333SP와 라일리 & 스콧 Mk 3와 같은 자동차가 탄생했으며, GT가 지원했다. 1990년대가 진행되면서 이러한 프로토타입 및 이와 유사한 다른 차량들이 유럽에서 경주되기 시작했으며, FIA 스포츠카 시리즈가 이들을 위해 발전했다.
그룹 C가 사라진 이후(일본과 독일 모두 자체 성공적인 시리즈를 가졌던) 일본은 스포츠카 경주에서 자체적인 길을 걸어왔다. SUPER GT 시리즈는 고도로 개조된 생산 기반 자동차를 위한 것이며, 비록 프로토타입이 재팬 르망 챌린지에서 일본 레이싱에 서서히 복귀하고 있지만, 이러한 '프로토타입' 중 상당수는 개조된 포뮬러 3 자동차에 불과하다(비록 그러한 하이브리드에 대한 오랜 일본 전통이 있었지만, 그랜드 챔피언 시리즈는 개조된 포뮬러 2 및 포뮬러 3000 자동차로 오랫동안 운영되었으며, 이는 캔-암의 두 번째 형태와 상당히 유사했다).
그러나 미국에서는 도로 경주가 실제로 쇠퇴했다. IMSA GT 챔피언십은 1983년부터 프로토타입 기반이었으며, 생산 차량에 대한 강조가 적었다. NASCAR는 점점 더 지배적이 되었고, 1996년 CART에서 IndyCar 시리즈가 분리되면서 국내 오픈 휠 레이싱에서 오벌 트랙에 더 많은 비중을 두게 되었다. 또한, 마리오 안드레티가 포뮬러 1에서 은퇴한 것도 쇠퇴에 기여했다. 그 후 10년 이상이 지나서야 또 다른 미국인 드라이버인 스콧 스피드가 포뮬러 1에 합류했지만, 스피드는 결국 성공하지 못하고 결국 자신도 NASCAR에 합류했다.

### 2000년대 – 미국의 재부상

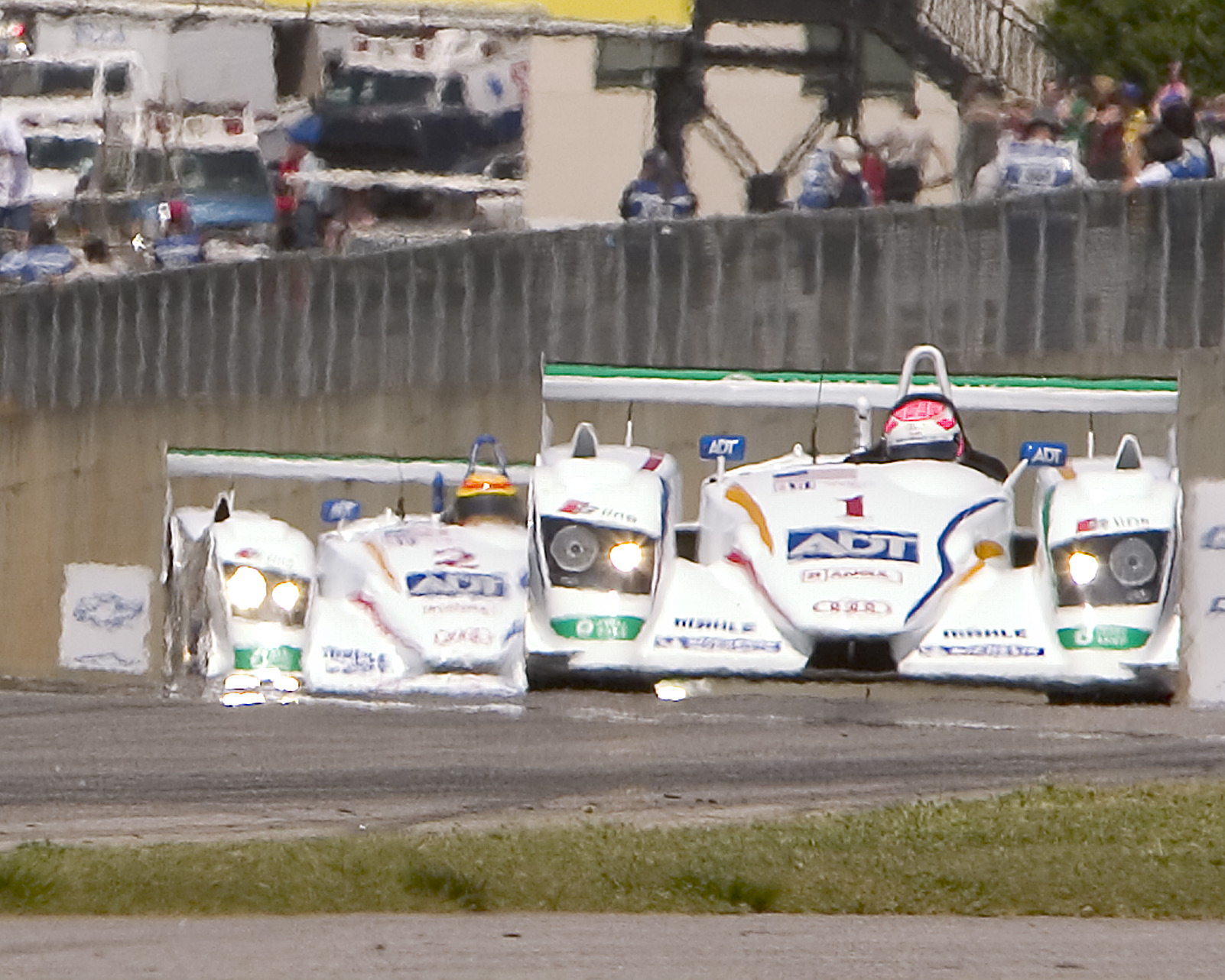
2005 애틀랜타 그랑프리

스피드비전 TV 네트워크의 등장은 미국에서 스포츠카 경주에 대한 관심의 부활을 가져왔으며, 이 네트워크는 폭스 스포츠로 대체되기 전까지 많은 스포츠카 경주 및 스포츠카 관련 프로그램을 방영했다.
IMSA GT 시리즈는 아메리칸 르망 시리즈로 발전했다. 유럽 레이스는 결국 밀접하게 관련된 르망 시리즈가 되었는데, 둘 다 프로토타입과 GT를 혼합한다. FIA는 자체 GT 및 GT3 챔피언십에 더 관심이 있으며, ACO의 규정은 LMS 및 ALMS의 기반이 된다. 르망 프로토타입은 옛 캔 암 프로토타입을 다소 연상시킨다.
미국 시장의 추가적인 분열로 인해 그랜드-암 로드 레이싱 협회는 독립 팀을 위한 더 저렴하고 저비용 경주를 목표로 자체 GT 및 프로토타입 규정을 가진 별도의 시리즈인 롤렉스 스포츠카 시리즈를 형성했다. 그랜드 암의 컨티넨탈 타이어 스포츠카 챌린지는 롤렉스 시리즈의 지원 시리즈로, 기존 스포츠카와 투어링 카를 혼합한 옛 트랜스-암 시리즈와 유사한 시리즈를 제공한다. 그랜드 암이 NASCAR와 제휴했기 때문에 많은 NASCAR 드라이버들이 가끔 롤렉스 스포츠카 시리즈에 참가한다. 맥스 파피스는 스프린트 컵 시리즈에 참가하기 전에 로드 레이서였다는 점에서 주목할 만한 예이다. 이 드라이버들 중 다수는 데이토나 24시 경주에만 참가한다.
원래의 트랜스-암 시리즈는 2006년에 해체되었지만, 2009년에 생산 기반 TA3-아메리칸 및 TA3-인터내셔널 디비전과 함께 튜브 프레임 TA1 및 TA2 디비전을 가지고 다시 활동을 시작했다. 또한, SCCA는 트랜스-암의 주요 지원 시리즈를 계속 제공한다. SCCA 월드 챌린지로 알려진 이 시리즈는 각 라운드마다 1시간 경주로 구성되며, 세 가지 클래스(GT (쉐보레 콜벳, 애스턴 마틴 DB9 등), "GTS" (아큐라 TSX, BMW 3 시리즈 등; 이전 투어링카 클래스 대체), 그리고 투어링카(그랜드 암의 컨티넨탈 챌린지와 유사한 "쇼룸 스톡" 클래스))를 결합한다. 트랜스 암 시리즈는 2009년에 재개되었지만, 아직 TV 계약을 맺지 못했다.

### 2010년대 – 재편

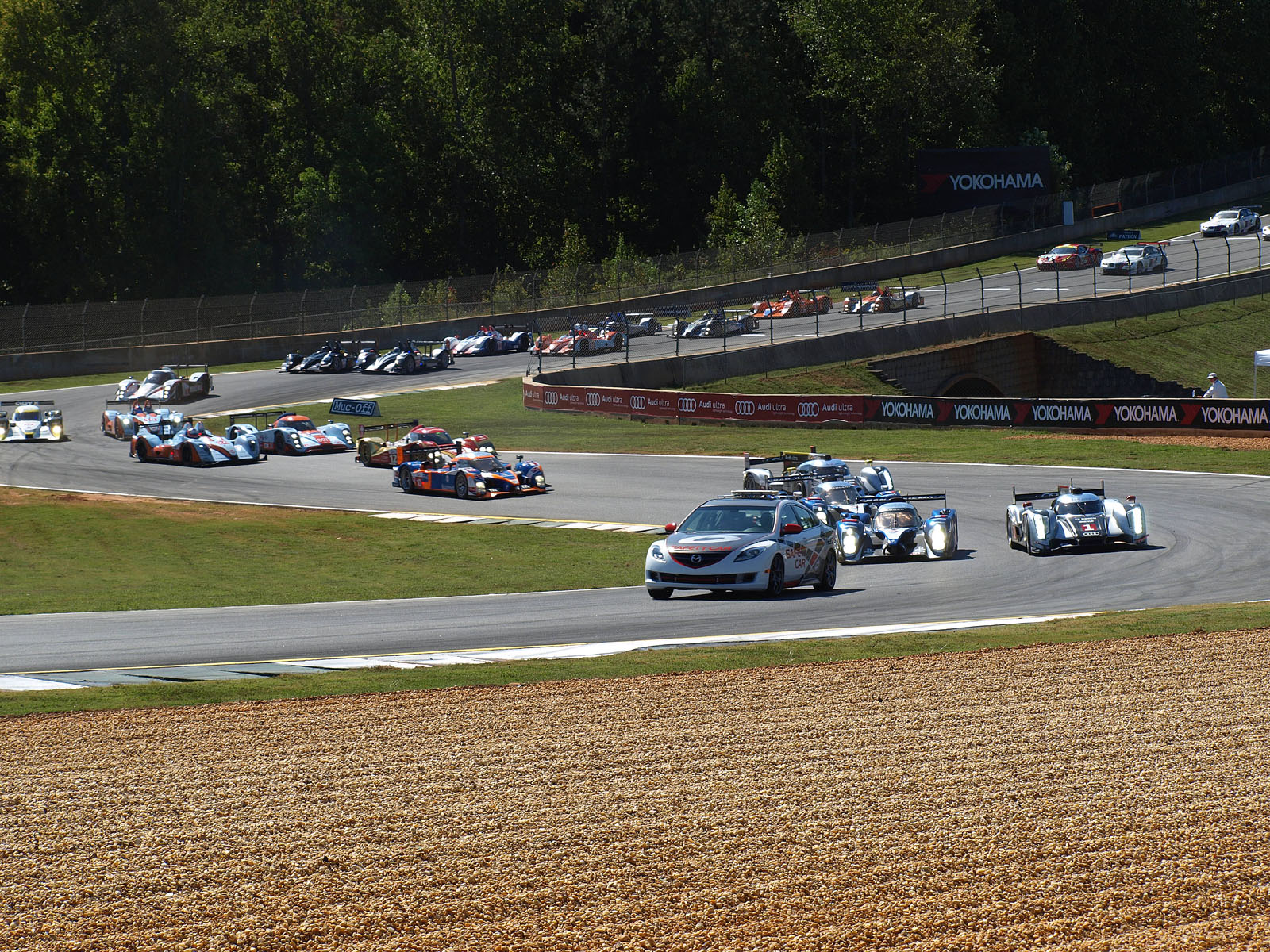
2011 프티 르망

2010년대에는 미국의 스포츠카 경주가 대대적으로 개편되었다. 피렐리 월드 챌린지는 2010년에 컨티넨탈 챌린지의 그랜드 스포츠 클래스와 유사한 쇼룸 스톡 투어링카 그룹을 포함하도록 재편되었으며, 다른 투어링카 클래스를 "GTS"로 승격시켰다. 이는 기존 TC 클래스가 아큐라-BMW-마쓰다 대결이 된 지 여러 해 만에 이루어진 일이다. 2012년에는 컨티넨탈 챌린지의 스트리트 튜너 클래스와 유사한 "B-스펙" 투어링카 클래스를 채택했다.
2010년에는 ACO가 아메리카, 아시아, 유럽에서 열리는 인터컨티넨탈 르망 컵(ILMC)을 도입했다. 이는 다시 ACO와 FIA가 협력하여 2012년부터 FIA 세계 내구 선수권 대회(WEC)를 창설하는 계기가 되었다. 이 새로운 시리즈는 ILMC를 대체하고 이전 FIA 세계 스포츠카 챔피언십의 정신적 계승자였다.
2012년, 롤렉스 스포츠카 시리즈는 데이토나 프로토타입 클래스를 전면 개편하여 생산 기반 디자인을 허용했다.

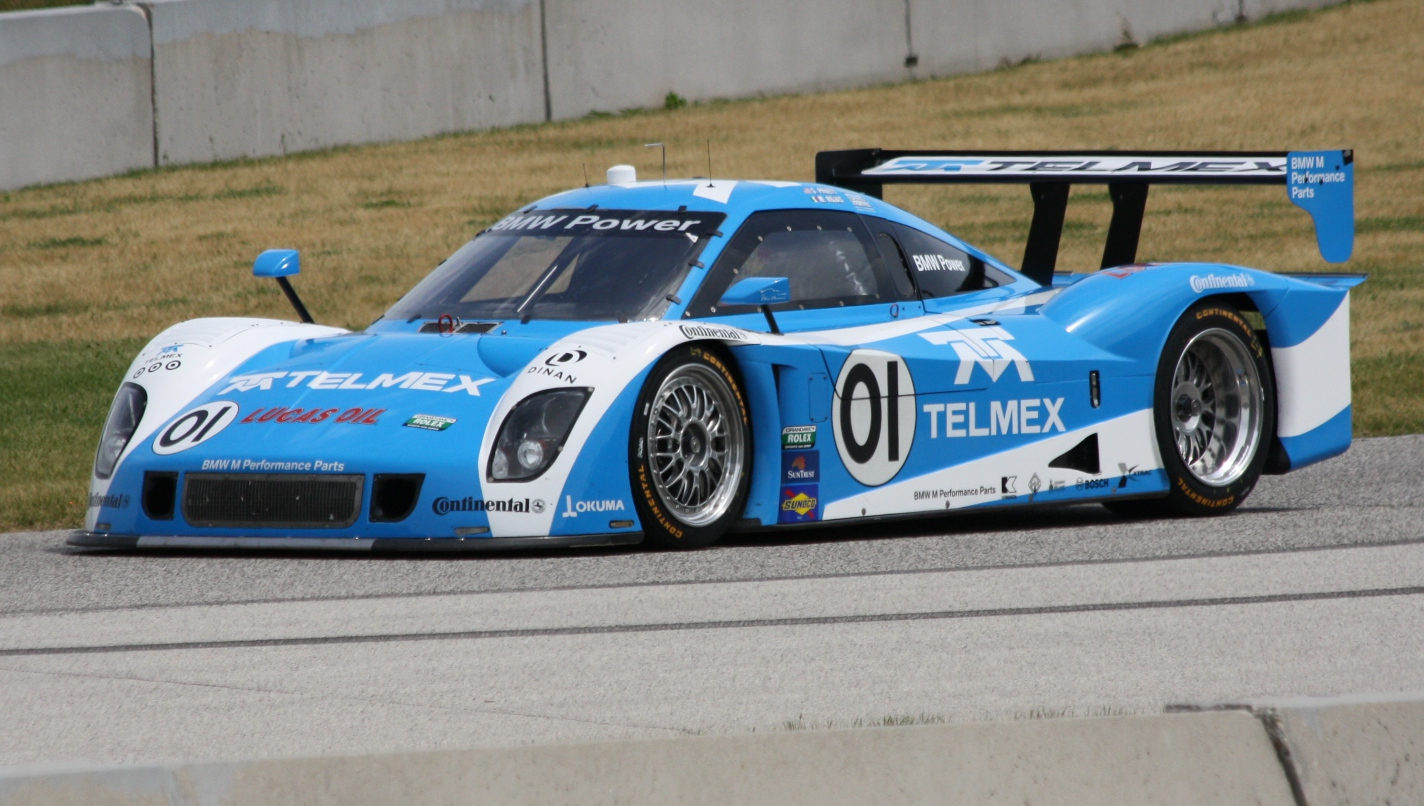
로드 아메리카에서 열린 2012 롤렉스 스포츠카 시리즈 경주 중 칩 가나시 레이싱의 스콧 프루엣 / 멤모 로하스 BMW 라일리 차량

그러나 ALMS의 새로운 LMP/LMC 형식은 유지되지 못했다. 프로토타입 클래스는 2011년에 다시 분할되었는데, LMP1은 3대의 차량을, LMP2는 1대의 차량을 가졌다. 새로운 "GT 프로 암" 클래스가 추가되었다. 처음에는 이 형식이 내구 레이스에만 사용될 예정이었지만, 결국 모든 레이스에 적용되었다. 2012년에는 소수의 LMP만 참가했으며, 거의 대부분이 일본 제조업체(닛산 자동차, 혼다 등)의 엔진을 사용했다. 영국 제조업체인 모건은 저드 엔진 LMP를 참가시켰다. 몇 년 동안 LMP에 참가했던 애스턴 마틴 레이싱은 2012년에 GT로 돌아왔다.
재편된 트랜스-암 시리즈는 SCCA의 월드 챌린지에 크게 가려지고 TV 계약을 확보하지 못하면서 정체 상태에 머물렀다. 주요 원인은 트랜스-암 팀이 여전히 1999년까지 거슬러 올라가는 차량을 사용한다는 점이다. 다른 대부분의 시리즈에서는 팀이 몇 년마다 차량을 업데이트하는 경향이 있었다(예를 들어, 컨티넨탈 챌린지의 2005년 대 2010년 머스탱, 롤렉스 시리즈의 두 가지 다른 세대의 마쓰다 RX-8).
다른 TV 변경 사항으로는 스피드 채널이 거의 모든 시리즈에 대한 권리를 잃었다는 점이 있다. 월드 챌린지는 Versus로, ALMS는 ESPN/ABC 파트너십으로 이전되었다. ALMS 경주는 다음 날 방송되는 TV 중계와 함께 온라인으로 생중계된다(하지만 스피드는 여전히 생중계되는 르망 24시에 대한 권리를 가지고 있다). 2012년에는 일부 경주가 생중계될 예정이다. NASCAR와 제휴하고 있는 스피드는 NASCAR 소유의 그랜드 암 시리즈에 대한 독점 권리를 여전히 가지고 있다.
ALMS는 이제 내구 레이스를 위해 "GTE-PRO" 및 "GTE-AM"을 도입했다.

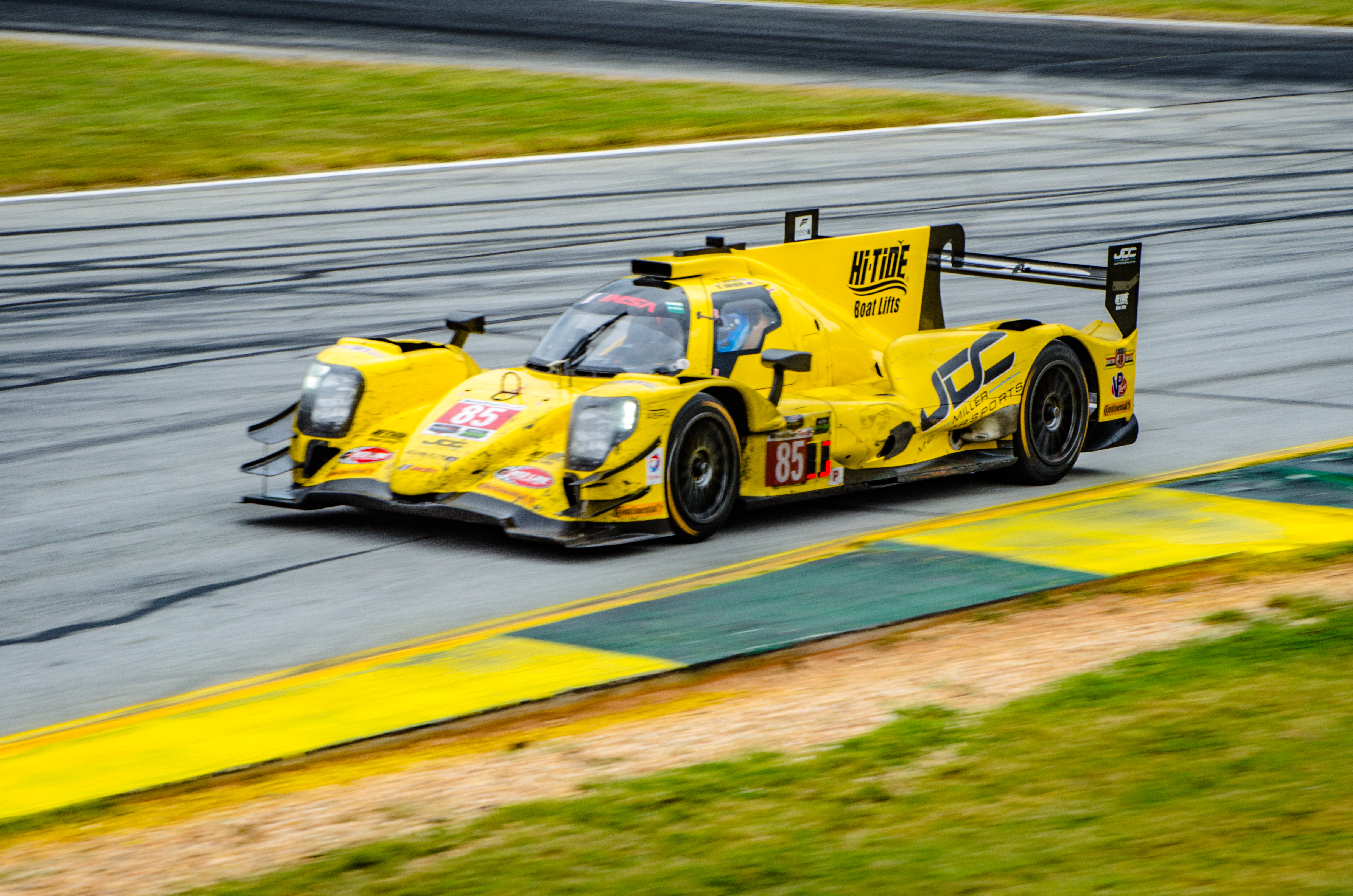
2017 프티 르망의 JDC-밀러 모터스포츠의 오레카 07

2014년, 아메리칸 르망 시리즈와 롤렉스 스포츠카 시리즈는 유나이티드 스포츠카 챔피언십으로 합병되었고, IMSA가 주관 단체가 되었다. 폭스 스포츠 1(스피드 채널의 후신)은 통합 시리즈의 주요 방송사로 돌아왔다.
데이토나 프로토타입은 2017년에 데이토나 프로토타입 인터내셔널(DPi)로 대체되었으며, 이는 ACO가 승인한 LMP2 섀시 4종(달라라, 온로악(리제), 오레카, 라일리-멀티매틱)을 기반으로 브랜드 차체와 승인된 엔진을 사용한다. 제조업체는 개인 팀과 제휴하도록 요청받으며, 각 차량은 브랜드 정체성에 상응하는 제조업체 차체를 장착한다. 이러한 규칙은 비용을 통제하고 제조업체를 시리즈로 유치하기 위해 만들어졌다.
2018년, SRO 모터스포츠 그룹은 2017년부터 USAC을 주관 단체로 하는 피렐리 월드 챌린지의 운영을 인수했다.
2019년부터 NBC 스포츠는 6년 방송권 계약으로 WeatherTech SportsCar Championship의 주요 방송사로 폭스 스포츠를 대체하게 된다.

## 자동차 유형
다양한 종류의 스포츠카가 경쟁하지만, 크게 두 가지 주요 범주로 나눌 수 있다: 스포츠 프로토타입과 그랜드 투어링(GT) 자동차. 이 두 범주(또는 "클래스")는 종종 르망 24시와 같이 단일 레이스에서 혼합된다. 혼합 클래스 레이스에서는 종합 우승자가 선정되지만, 개별 클래스 우승자도 종종 인정된다.

### 스포츠 프로토타입

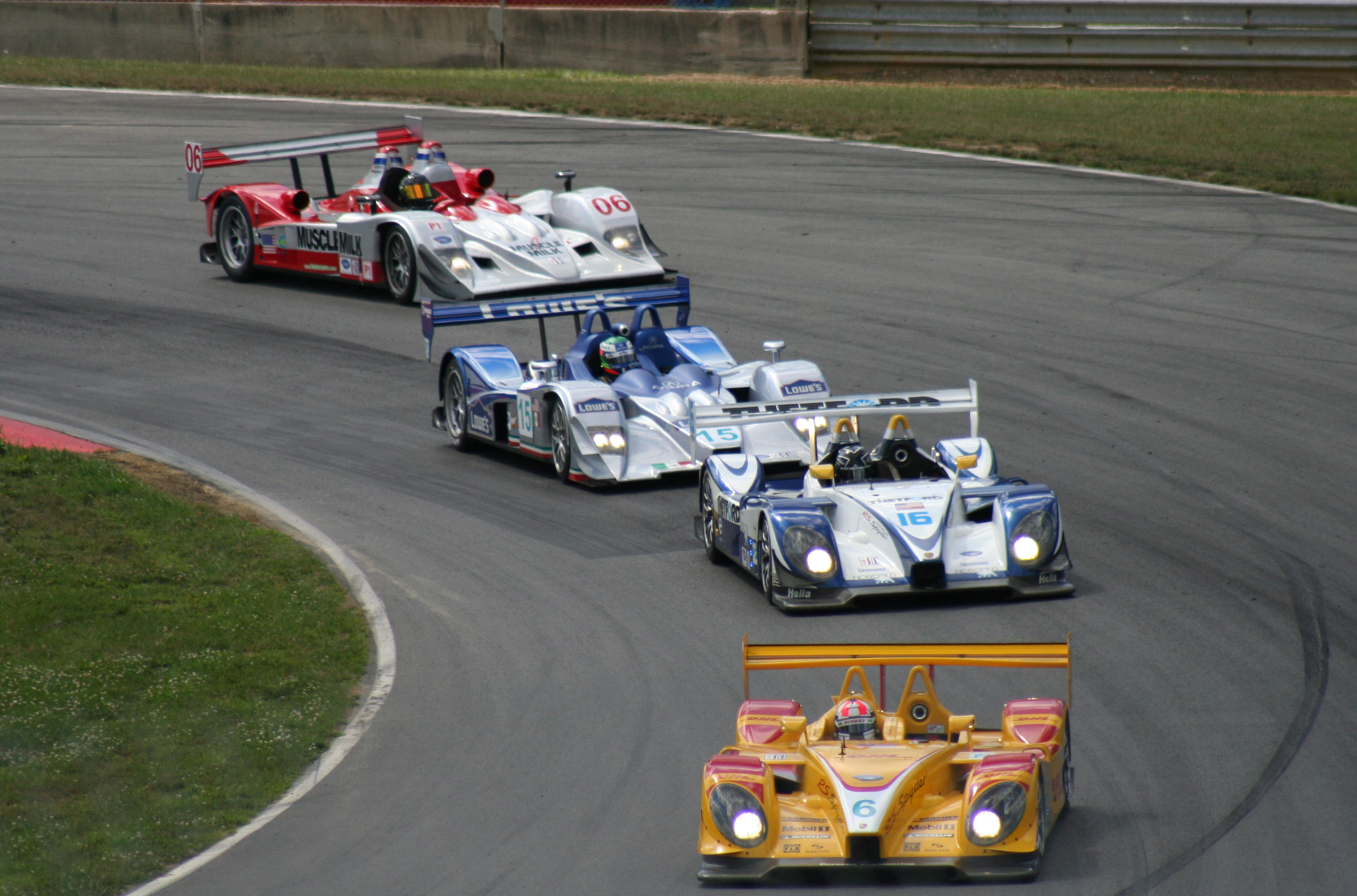
아메리칸 르망 시리즈에서 경쟁하는 현대 르망 프로토타입 차량들

스포츠 프로토타입은 스포츠카 경주에 사용되는 자동차의 한 종류로, 로드 스포츠카에서 다음 단계의 자동차 디자인 및 기술 발전이며, 오픈 휠 자동차와 함께 레이싱카 디자인의 정점이다.
스포츠카 경주에서 가장 높은 수준인 이 자동차들은 덮인 바퀴와 오픈 또는 폐쇄형 콕핏을 갖춘 목적에 맞게 제작된 경주용 자동차이다. 세계 스포츠카 챔피언십이 구상된 이래, 이 자동차들이 제작되어야 하는 차체, 엔진 스타일 및 크기, 타이어 및 공기역학에 대한 다양한 규제가 있어 왔다. 스포츠 프로토타입은 (종종 그렇듯이) 단 하나뿐인 기계일 수 있으며, 도로 주행용 차량과 어떤 관련도 있을 필요가 없지만, 1990년대에는 일부 제조업체들이 FIA와 ACO 규정의 허점을 이용했다. 그 결과, GT 카테고리에서 경주하는 일부 차량은 진정한 스포츠 프로토타입으로 통과되었고, 이는 다시 호몰로게이션을 위한 일부 도로 주행용 버전으로 이어졌다. 다우어-포르쉐 962LM, 포르쉐 911 GT1-98, 메르세데스 벤츠 CLK GTR 및 토요타 GT-원은 GT로 위장한 프로토타입의 대표적인 예였다.
간단히 말해서, 스포츠 프로토타입은 바퀴를 덮는 차체를 가진 2인승 레이싱카이며, 기술적으로 발전했고, 제작된 규정에 따라 1인승 경쟁 차량만큼 빠르거나 더 빠르다. 널리 알려지지는 않았지만, 스포츠 프로토타입(포뮬러 1 자동차와 함께)은 리어 윙, 그라운드 이펙트 '벤투리' 터널, 팬 보조 공기역학, 듀얼 시프트 변속기를 포함하여 모터스포츠에 가장 많은 새로운 기술과 아이디어를 도입하는 데 기여했다. 이러한 기술 중 일부는 결국 로드카에도 적용된다.
ACO 규정에서는 현재 두 가지 범주의 스포츠 프로토타입이 인정된다: P1과 P2. P1 범주에 참가하는 자동차는 900kg 이상이어야 하며, 6000cc 자연 흡기 엔진과 4000cc 터보차저 엔진으로 제한된다. 5500cc 터보-디젤 엔진도 P1에서 허용된다. 아우디는 2006년, 2007년, 2008년에 그러한 자동차로 르망에서 우승했으며, 푸조는 2007년에 유사한 동력 장치(푸조 908)를 갖춘 자동차로 경주에 복귀했다. P2 자동차는 훨씬 가벼울 수 있다—처음에는 675kg, 그 다음에는 750kg, 그리고 현재는 825kg—하지만 3400cc V6 또는 V8 자연 흡기 엔진 또는 2000cc 터보차저 엔진으로 제한된다. 내구성이 우선시되고 P2가 주로 개인 팀에 의해 운영되는 유럽 시리즈에서는 P2가 P1의 종합 우승에 도전하지 못했다. 일반적으로 경주가 더 짧은 아메리칸 르망 시리즈에서는 P2가 포르쉐와 아큐라의 진지한 참여로 가장 활발한 프로토타입 카테고리가 되었으며, 유럽의 P2가 소모전을 수반하는 경향이 있는 반면, 미국 시리즈에서는 P2, 특히 포르쉐 RS 스파이더가 P1의 아우디에 비해 랩 타임이 더 빠른 경우가 많았으며, 포르쉐는 P1의 아우디를 상대로 많은 종합 우승을 차지했다.
2010년 이후의 프로토타입 규정은 생산 기반 엔진(LMP1에 GT1 엔진, LMP2에 GT2 엔진)을 장려하며, 가솔린 및 디젤 LMP1의 성능 균형을 맞추는 규정도 다루어지고 있다.
데이토나 프로토타입은 그랜드-암 롤렉스 스포츠카 시리즈의 산물이며, 프로토타입 테마에 대한 다른 해석을 제공한다. DP(종종 이렇게 불림)는 폐쇄형 콕핏, 목적에 맞게 제작된 경주용 기계로, 르망 프로토타입보다 저렴하고 (의도적으로) 다소 느리다. 르망 프로토타입은 데이토나 오벌에서 위험할 정도로 빨라지고 소규모 팀이 운영하기에는 엄청나게 비싸졌기 때문이다. LMP에 비해 DP는 승인된 기술 면에서 심하게 제한된다. 예를 들어, 탄소 섬유 모노코크 대신 탄소 섬유 스킨을 가진 강철 튜브 프레임으로 제작되어야 하며, 생산 기반 엔진을 사용해야 한다. 또한, 시즌이 진행됨에 따라 성능을 높이기 위해 차량을 지속적으로 변경하고 개발하는 유럽 counterpart와 달리, DP는 시즌 시작부터 차량의 원래 개념에 국한된다. 이러한 이유로, 이 범주가 "프로토타입"으로 분류되는 것은 때때로 오해의 소지가 있으며, 미국에서 흔히 볼 수 있는 전통적인 "사양" 레이스 시리즈에 더 가깝다는 비판을 받아왔다. DP 공식의 의도는 엄격한 기술 규정이 치열한 경쟁을 장려하고 예산이 비교적 중요하지 않은 클래스를 제공하는 것이었다. DP 섀시는 프랜차이즈와 유사한 승인 시스템의 적용을 받는데, 승인된 제조사만이 자격이 있으며, 몇 년 동안 규칙 안정성이 강제된다. 그러나 이는 2007년에 롤라와 달라라와 같은 기존 제조사들이 기존 제조사(각각 멀티매틱과 도란)의 권리를 인수하여 2008년 시리즈에 참가하는 결과를 낳았다.

### 그랜드 투어링카

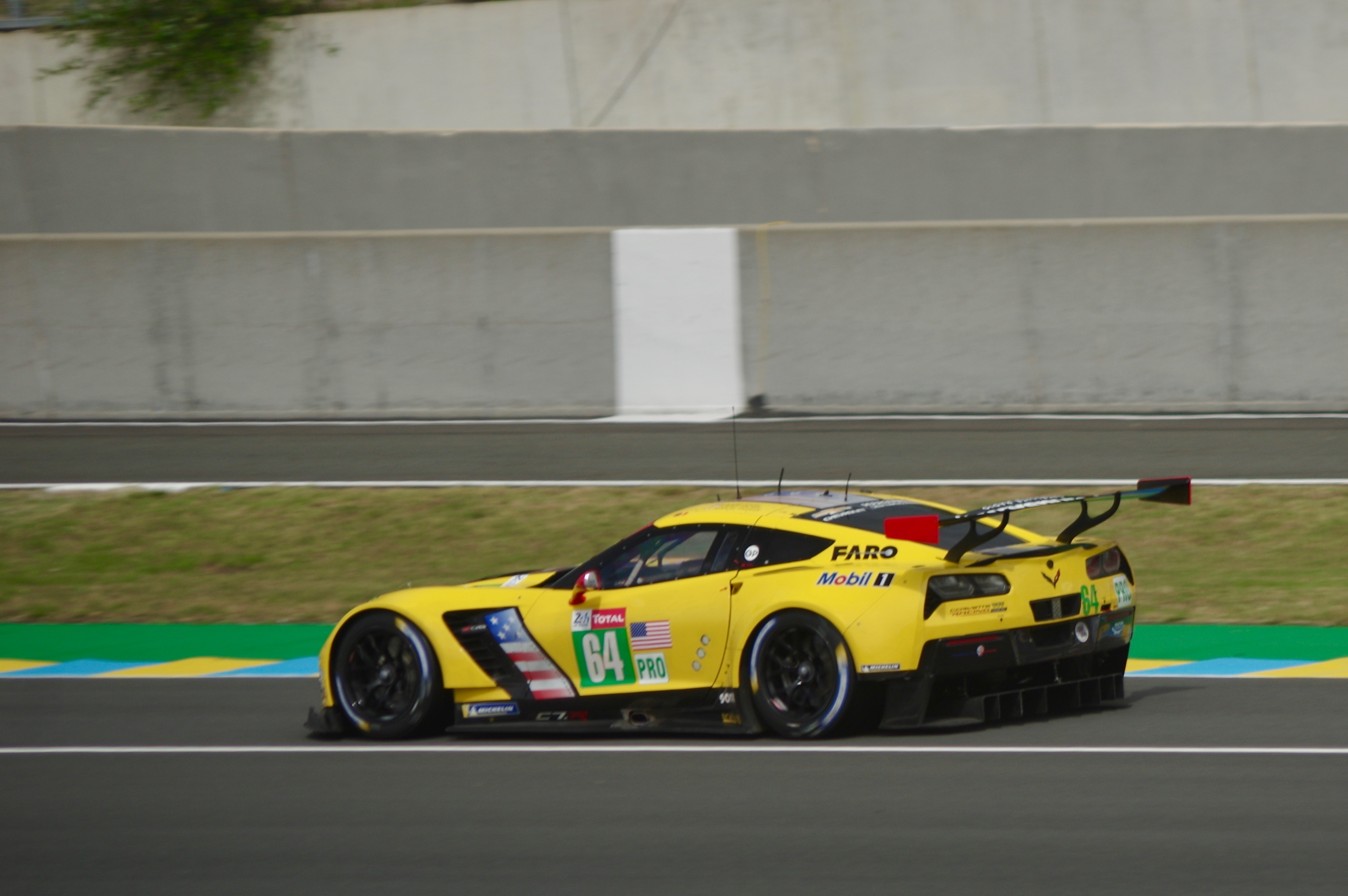
2019 르망 24시를 달리는 64번 쉐보레 콜벳 C7.R 차량

그랜드 투어링(이탈리아어 그란 투리스모에서 유래) 레이싱은 가장 일반적인 형태의 스포츠카 경주이며, 국제 및 국내 시리즈 모두에서 전 세계적으로 볼 수 있다. 역사적으로 그랜드 투어링 카는 시리즈 생산에 있어야 했지만, 1976년에 클래스는 생산 기반 그룹 4 그랜드 투어링 카와 그룹 5 스페셜 프로덕션 카로 나뉘었으며, 후자는 본질적으로 생산 차량과 유사한 차체를 가진 순종 레이싱카였다. GT 레이싱은 1980년대와 1990년대에 유럽에서 점차 사라졌으며, 실루엣 차량은 미국 IMSA 레이스에서 계속 경주했다. 1992년 말 세계 스포츠카 챔피언십이 붕괴된 후 GT 레이싱이 부활했을 때, 규칙 정의의 주도권은 ACO가 잡았다. ACO 규칙에 따라 그랜드 투어링 카는 그랜드 투어링 1(GT1, 이전 GT)과 그랜드 투어링 2(GT2, 이전 N-GT)의 두 가지 범주로 나뉜다. 클래스 이름이 암시하듯이, 자동차의 외부는 생산 버전과 매우 유사하지만, 내부 장착물은 크게 다를 수 있다. GT2 자동차는 FIA GT2 분류와 매우 유사하며 '순수한' GT 카로 간주된다. 즉, 경주를 위해 내부를 비교적 적게 개조한 생산 이그조틱 카이다. 포르쉐 911은 현재 GT2 클래스에서 가장 인기 있는 자동차이다. 2009년은 예산 문제로 인해 GT1 클래스의 마지막 경주가 될 것이다. GT1 팀은 내년에 GT2 클래스에서 경주하기 위해 현재 등록 중이다. 아메리칸 르망 시리즈는 또한 "GT-챌린지" 클래스를 운영하는데, 현재는 포르쉐 911 GT3 컵만 사용하지만 내년에는 다른 자동차에도 개방될 것이다. 이 카테고리는 시리즈에 쉽게 참가할 수 있도록 개인 팀과 신인 팀을 위해 설계되었다.
2011년에 ACO는 GT2를 GTE-Pro (현재 사양 차량을 가진 모든 전문 팀용)와 GTE-Am (이전 사양 차량을 가진 아마추어 한 명과 전문 드라이버 한 명이 각 차량에 탑승하는 팀용)의 두 가지 범주로 나누어 신인들이 세 개의 르망 시리즈 중 하나에 참가하도록 유도했다.
FIA는 GT 카를 GT1 (이전 GT), GT2 (이전 N-GT), GT3 (최근 도입), GT4의 네 가지 범주로 나눈다. GT1 및 GT2 부문은 위에 설명된 ACO 규칙과 매우 유사하며, 특히 GT2 클래스에서는 일부 크로스오버 경주가 발생한다. GT3 클래스는 비교적 새로운 클래스로 2006년에 도입되었다. 이 자동차들은 GT2보다 표준 형태에 더 가깝고, 대부분의 경우 개조는 원메이크 컵에서 발견되는 것으로 제한된다. GT4는 매우 적은 레이싱 개조가 허용되는 생산 기반 자동차를 위한 아마추어 및 준프로 드라이버를 위한 또 다른 새로운 카테고리이다. 예를 들어, 공기역학적 보조 장치나 차체 개조는 허용되지 않는다. 모든 카테고리(GT2 제외)는 FIA에서 운영하는 자체 챔피언십/컵을 가지고 있다. 현재 GT2는 FIA에서 폐지되었으며, 르망 시리즈/ALMS에서만 운영된다. 그러나 FIA는 또한 GT2 자동차가 2012년에 FIA GT1 월드 챔피언십의 월드 클래스에서 GT3 자동차와 함께 경쟁할 수 있다고 발표했다.
그랜드 암은 그랜드 투어링 자동차를 위한 단 하나의 클래스를 가지고 있으며, FIA GT2와 GT3 사이의 개조 사양(예: 포르쉐 911 GT3 컵)을 가진 생산 기반 GT 레이서가 이전 IMSA GTO/GTU 클래스를 연상시키는 목적에 맞게 제작된 튜브 프레임 "실루엣" 기계와 경쟁할 수 있도록 허용한다. 그랜드 암은 또한 GT4와 더 유사하지만 공장 생산 차량에 더 가까운 다양한 하위 클래스를 운영한다. 2012년부터 GT3 자동차는 노스캐롤라이나 주 콩코드의 NASCAR 연구 개발 센터에서 테스트를 통과하는 한 스펙 윙과 스플리터를 장착하여 다른 시리즈에 비해 적은 개조로 GT3 자동차를 운행할 수 있도록 허용될 예정이다(그랜드 암의 모회사인 NASCAR는 그랜드 암 GT 자동차에 잠금 방지 제동 장치나 트랙션 컨트롤 사용을 허용하지 않는다).
2012년 기준, 네 가지 GT 카테고리는 혼합된 건강 상태를 보이고 있다. GT1은 GT3 자동차를 선호하는 FIA GT1 월드 챔피언십에서 클래스가 제거되어 시리즈가 완전히 중단되면서 거의 퇴출되었다. GT2는 현재 IMSA 스포츠카 챔피언십, 유럽 르망 시리즈, FIA 세계 내구 선수권 대회, 아시안 르망 시리즈, 인터내셔널 GT 오픈을 포함한 특정 시리즈로 제한된다. 이후 GT 클래스 중 가장 인기를 얻은 GT3는 FIA GT3 유럽 챔피언십 및 블랑팡 내구 시리즈와 같은 많은 국제 및 지역 시리즈뿐만 아니라 독일의 ADAC GT 마스터즈 및 브리티시 GT 챔피언십과 같은 대부분의 국내 시리즈에서 널리 사용되고 있다. GT4는 주최자 관련 문제로 인해 2012년에 블랑팡 내구 시리즈에서 카테고리가 제거되고 GT4 유럽 컵이 취소되면서 GT1처럼 단계적으로 폐지되었을 가능성이 있다.

#### 기술 확장 및 통제
GT카는 적어도 이론상으로는 로드 주행 모델을 기반으로 하지만, 1990년대 중후반의 일부 GT1카는 사실상 목적에 맞게 제작된 스포츠-프로토타입으로, 25대(살린과 같은 소규모 제조업체) 또는 100대(다임러 AG와 같은 주요 제조업체)의 호몰로게이션 생산 한도를 가진 이국적인 생산 차량을 파생시켰다.
GT1 레이싱의 원래 형태는 순종 슈퍼카와 목적에 맞게 제작된 경주용 자동차를 위한 것이었다. 예를 들어 맥라렌 F1 GTR, 페라리 F40, 포르쉐 911 GT1, 메르세데스 벤츠 CLK GTR, 토요타 GT-원 및 닛산 R390 등이 있다. 앞의 두 대는 로드 주행 스포츠카의 파생물이었지만, 독일 및 일본 경쟁 차량은 순종 경주용 자동차였으며, 사실상 스포츠 프로토타입이었다. 비용 상승과 참가 감소로 인해 1998년에 이 클래스가 소멸되었고, 당시 GT2(FIA가 나중에 GT1로 발전시킨)와 르망 프로토타입(LMP, ACO가)으로 대체되었다.
이 과정은 GT1 및 GT2 레이싱의 비용 증가에 대한 대응으로 2009년에 반복되어 기존 GT 클래스 둘 다 폐지되었다. 주로 기존 GT1 클래스를 중단하고 현재 GT2, GT3, GT4 자동차 간에 새로운 클래스 경계를 설정함으로써 기술과 비용을 통제하기 위한 다양한 제안이 존재한다.

### 기타 부문
스포츠카 경주는 일반적으로 ACO 및 FIA 규칙을 훨씬 넘어 그랜드-암 프로 시리즈뿐만 아니라 북미의 스포츠카 클럽 오브 아메리카의 아마추어 도로 경주 클래스도 포함한다.
미국 전역의 아마추어 스포츠카 경주는 스포츠카 클럽 오브 아메리카와 같은 클럽에 의해 승인된다. SCCA의 스포츠 레이싱 클래스는 속도와 정교함에 따라 C 및 D 스포츠 레이싱, 스포츠 2000, 스펙 레이서 포드로 구성되며, 여러 생산 기반 및 원메이크 클래스도 있다.
일본에서는 SUPER GT 시리즈가 자동차를 GT500과 GT300의 두 가지 클래스로 나눈다. 이 자동차들은 유럽 및 미국 차량보다 덜 제한적이며, 종종 튜브 프레임 클립과 강제 흡기 키트가 장착되어 있다. 팀은 제조업체에서 만든 다른 모델 엔진으로 자유롭게 변경할 수 있다. 분류의 숫자는 각 클래스에 허용되는 최대 출력(마력 단위)을 나타내며, 이는 엔진 제한기를 사용하여 달성된다. 시리즈 지지자들은 슈퍼 GT 자동차가 세계에서 가장 빠른 스포츠카라고 주장하는 반면, 비판론자들은 이 자동차들이 '허용 가능한' 개조의 한계를 벗어난다고 비난한다. 그러나 최근 몇 년 동안 GT500과 GT1 모두에서 규칙 변경(미래에 두 클래스가 서로 경쟁할 수 있도록 하는 것을 목표로 함)이 이루어져 자동차들이 서로 더 가까워졌지만, GT500 자동차는 여전히 공기역학 및 코너링 성능 면에서 눈에 띄는 이점을 가지고 있다(GT1 자동차의 더 큰 출력을 상쇄할 만큼 충분하다).
유럽에서는 대부분의 국내 챔피언십(영국, 프랑스, 독일 및 스페인 기반의 인터내셔널 GT 오픈)이 FIA/ACO GT 규정에 따라 일부 수정 사항을 적용하여 보다 균형 잡힌 경쟁과 낮은 비용을 보장하지만, 일부 챔피언십은 호몰로게이션되지 않은 GT 자동차에도 개방된다. 벨기에의 벨카 시리즈는 실루엣 및 투어링 카가 GT와 함께 경주할 수 있도록 허용하는 반면, VdeV 모던 인듀어런스는 노르마, 센테나리, 래디컬과 같은 국내 챔피언십의 소형 프로토타입이 GT3 클래스 자동차와 함께 경주할 수 있도록 허용한다. 브리트카는 광범위한 투어링 및 GT 자동차가 내구 레이스에 참가할 수 있도록 허용하고, 브리트스포츠는 다양한 종류의 스포츠 레이싱 카를 허용한다.

## 주목할 만한 레이싱 시리즈

### 세계 챔피언십

#### 현재
- FIA 세계 내구 선수권 대회 – 2012년부터 운영되고 있는 현재의 스포츠 프로토타입 및 GT카 자동차 경주 세계 챔피언십으로, Automobile Club de l'Ouest (ACO)가 주최하고 국제 자동차 연맹 (FIA)이 승인한다. 이 챔피언십은 1992년에 종료된 폐지된 세계 스포츠카 챔피언십의 부활로 간주된다. 2012년-2016년 시즌에는 GT 자동차 우승 제조업체에 GT 제조업체 월드컵이 수여되었고, 2017년 시즌부터 월드 GT 제조업체 챔피언십 타이틀로 승격되었다.

#### 이전
- 세계 스포츠카 챔피언십 – 1953년부터 1992년까지 운영된 최초의 스포츠카 경주 세계 시리즈. 원래 스포츠 프로토타입, GT 자동차, 심지어 투어링 카까지 경쟁했지만, 말기에는 스포츠 프로토타입으로만 제한되었다. 여러 시기에 세계 스포츠카 챔피언십, 국제 GT 제조업체 챔피언십, 국제 스포츠카 챔피언십, 국제 제조사 챔피언십, 제조사 세계 챔피언십, 세계 내구 챔피언십 및 세계 스포츠 프로토타입 챔피언십으로 알려졌다. 1953년-1984년 시즌에는 스포츠 프로토타입(1978년-1981년 시즌 제외) 및 GT 자동차(1953년-1961년 및 1982년 시즌 제외)의 두 가지 주요 범주에 속하는 스포츠카 제조업체에 타이틀이 수여되었다. 1985년-1992년 시즌에는 스포츠 프로토타입을 출전시키는 팀에만 타이틀이 수여되었고(스포츠 프로토타입 제조업체 대신), GT 자동차를 출전시키는 팀은 제외되었다.
- FIA GT1 월드 챔피언십 – 스테판 라텔 (SRO)이 FIA GT 챔피언십을 월드 챔피언십 지위로 격상시키기 위해 2010년부터 2012년까지 운영한 단명한 GT 자동차 시리즈.

### 국제 챔피언십
- 포르쉐 슈퍼컵 – 포르쉐 카레라 컵 자동차를 위한 원메이크 시리즈로, 포뮬러 원 월드 챔피언십의 지원 시리즈 역할을 한다. 주로 유럽 시리즈이지만, 서아시아까지 진출했다.
- 24H 시리즈 – GT 및 투어링 카를 위한 내구 시리즈. 주로 유럽과 중동에서 경주하지만, 미국에도 진출했다.

#### 폐지
- 아메리칸 르망 시리즈 – 르망 24시를 기반으로 한다. 미국과 캐나다에서 운영되었지만, 멀리 호주까지 다른 곳에서도 행사를 개최했다. IMSA GT 분열에서 나타났으며, 실질적으로 IMSA GT를 대체했다. 1999년부터 2013년까지 지속되었으며, 유나이티드 스포츠카 챔피언십으로 합병되었다.
- 인터컨티넨탈 르망 컵 – 2010년에 시작하여 2011년에 종료된 국제 챔피언십. 국제적인 지위에도 불구하고 FIA가 주최하지 않았기 때문에 공식 세계 챔피언십으로 간주되지 않았다.

### 지역 챔피언십

#### 북미
- WeatherTech SportsCar Championship – 롤렉스 스포츠카 시리즈와 아메리칸 르망 시리즈의 합병으로 2014년 첫 시즌이 열린 현재 북미 최고 수준의 스포츠카 및 GT 시리즈.
- GT 월드 챌린지 아메리카 – 미국과 캐나다의 GT 및 투어링 카 레이싱 시리즈
- 미슐랭 파일럿 챌린지 – 롤렉스 스포츠카 시리즈 및 그 후속인 WeatherTech 스포츠카 챔피언십의 지원/피더 시리즈; GT와 투어링 카를 혼합한다.
- 트랜스-암 시리즈 – 원래는 일부 GT 요소를 포함한 투어링 카 시리즈였으나 후년에 주로 투어링 카로 남아 있었다. NASCAR 트렌드를 반영하여 점차 실루엣 레이싱 카 시리즈로 발전했다. 1960년대에 시작되어 60년대 후반과 70년대 초반 머슬카의 포니카 시대에 큰 인기를 얻었지만, 2005년에 해체되었다. 새로운 머슬카 시리즈가 2009년에 등장했다.

폐지
- IMSA 프로토타입 라이츠 – 아메리칸 르망 시리즈의 지원 시리즈로, 이전에는 "IMSA 라이츠"라고 불렸다. 오토바이 엔진을 장착한 단일 좌석 스포츠카.
- 롤렉스 스포츠카 시리즈 – 그랜드 암의 최고 수준 미국 스포츠카 시리즈로, USRRC에서 등장했다. 2000년부터 2013년까지 지속되었으며, 유나이티드 스포츠카 챔피언십으로 합병되었다. 스포츠카와 GT 자동차를 위한 별도의 클래스.
- 캔-암 – 캐나다-아메리칸 챌린지 컵 (1966년부터 1974년까지, 그리고 개정된 형태로 1977년부터 1986년까지 운영된 프로토타입 기반 시리즈; 1998년에 USRRC의 일부로 부활)
- USERA – 미국 내구 레이싱 협회 – 미국 프로-암 내구 챔피언십
- IMSA GT 챔피언십 – 1971년부터 1998년까지 지속되었으며, ALMS와 롤렉스 시리즈로 대체되었다.
- 미국 로드 레이싱 챔피언십 – IMSA GT 분할에서 나타났으며, 롤렉스 시리즈가 되었다.
- 인터내셔널 레이스 오브 챔피언스 – 인기 있는 IROC 원메이크 시리즈는 미국에서 운영되었으며, 후년에는 주로 GT 및 머슬카를 위한 오벌 트랙에서 열렸다.

#### 유럽
- 유럽 르망 시리즈 – ALMS의 자매 시리즈로, 주로 유럽에서 운영된다 (이전 ELMS).
- 미슐랭 르망 컵
- GT 월드 챌린지 유럽 – FIA GT1 챔피언십을 2013년에 대체한 GT3 자동차를 위한 유럽 챔피언십. GT 월드 챌린지 유럽 내구컵 및 GT 월드 챌린지 유럽 스프린트컵으로 구성된다.
- 인터내셔널 GT 오픈 – 2006년에 설립된 GT2 및 GT3 자동차를 위한 유럽 챔피언십.
- GT4 유럽 컵 – GT4 레이싱 시리즈로, 주로 유럽에서 열리지만 일부 라운드는 다른 곳에서도 열린다.
- 슈퍼카 챌린지 시리즈 – 이전에는 더치 슈퍼카 챌린지로 알려졌으며, 2001년부터 베네룩스 지역에서 개최되는 스포츠카 시리즈.

폐지
- FIA 스포츠카 챔피언십 – FIA의 현재 폐지된 유럽 프로토타입 레이싱 시리즈 – 대부분의 경주는 유럽 르망 시리즈의 일부가 되었다.
- FIA GT 챔피언십 – GT1 및 GT2 자동차를 위해 FIA가 주최한 유럽 챔피언십으로, 1997년부터 2009년까지 운영되었다.
- FIA GT3 유럽 챔피언십 – GT3 유럽 레이싱 시리즈로, 주로 유럽에서 열리지만 일부 라운드는 다른 곳에서도 열린다.

#### 아시아-태평양
- 아시안 르망 시리즈 – LMP2, LMP3 및 GT3 자동차가 참가하는 시리즈.
- GT 월드 챌린지 아시아 – 2009년에 설립되어 아시아 GT 챌린지와 GT 아시아를 대체한 아시아 GT3 챔피언십.
- SUPER GT – 일본 기반 스포츠카 레이싱 챔피언십; 이전에는 재팬 GT 챔피언십(JGTC)으로 알려졌다.

폐지
- 재팬 르망 챌린지 – 2006년에 설립되었고 일본에서 운영되었으며 2007년에 폐지되었다.
- 전일본 스포츠 프로토타입 챔피언십 – 그룹 C 자동차를 위한 일본 시리즈로, 1993년에 JGTC로 대체되었다.
- 후지 그랜드 챔피언 시리즈 – 원래 그룹 6 자동차를 위한 일본 시리즈.

### 국내 챔피언십

#### 오스트레일리아 & 뉴질랜드
- GT 월드 챌린지 오스트레일리아 – 1982년부터 1985년까지 (주로 IMSA GTO 사양 자동차와 당시 폐지된 오스트레일리아 스포츠 세단 챔피언십의 그룹 B 스포츠 세단) 그리고 2005년부터 현재까지 운영되는 GT 유형 자동차 시리즈. 현재 챔피언십은 FIA GT3 규정에 따라 운영된다. 2020년 11월, 챔피언십은 SRO 모터스포츠 그룹과 호주 레이싱 그룹에 의해 새로운 프로모터로 자산을 인수되었고, 2021년에 데뷔할 "GT 월드 챌린지" 시대의 일부로 재브랜딩되었다.
- 스포츠 레이서 시리즈 – 주로 오토바이 엔진을 장착한 소형 스포츠카를 위한 아마추어 시리즈로, 2010년에 처음으로 개최되었다.
- 오스트레일리아 네이션스 컵 챔피언십 – 2000년부터 2004년까지 운영된 GT 유형 자동차 시리즈. 2004년 시리즈 주최자인 프로카 오스트레일리아가 운영을 중단한 후 2005년에 부활한 오스트레일리아 GT 챔피언십으로 대체되었다.
- 오스트레일리아 스포츠카 챔피언십 – 1969년부터 1988년까지 운영된 시리즈. 1969년부터 1975년까지 호주 특유의 그룹 A 스포츠카 규정, 1976년부터 1981년까지 그룹 D 생산 스포츠카, 그리고 1982년부터 1988년까지 다시 그룹 A 스포츠카로 운영되었다.
- GT 뉴질랜드 챔피언십 - 뉴질랜드 전역에서 열리는 내구 레이스와 스프린트 레이스가 혼합된 GT4 및 GT3 자동차 시리즈

#### 독일
- 도이체 렌스포츠 마이스터샤프트 – 투어링 카와 GT 레이서가 겨루는 독일 시리즈로, 그룹 6과 그룹 C가 나중에 추가되었다.
- ADAC 슈퍼컵 – 그룹 C 전용 독일 국내 시리즈로, DRM을 대체하고 1989년까지 운영되었다. 다양한 포르쉐 슈퍼컵 시리즈와 혼동하지 말 것.
- ADAC GT 마스터즈 – ADAC 수준 GT 시리즈
- 인터시리즈 – 독일 기반 시리즈로, 원래 캔-암과 유사했다.

#### 영국
- 브리티시 GT 챔피언십 – 국내 수준 GT 시리즈
- 스피드 – 모터스포츠비전 레이싱이 운영하는 국내 수준 내구 자동차 챔피언십. 때로는 LMP3 자동차라고도 불린다.
- 썬더스포츠 – 1980년대 영국의 시리즈로, 거의 모든 종류의 스포츠 레이서, GT, 심지어 투어링 카도 참가할 수 있었다.
- 클럽맨 – 1990년대까지 정교하고 빠르지만 경제적인 프론트 엔진, 후륜 구동 스포츠 레이싱 카를 특징으로 하는 영국의 오랜 포뮬러. 원래 로터스 세븐의 인기를 기반으로 했다.

#### 미국
- GT 월드 챌린지 아메리카
- GT 아메리카 시리즈
- GT4 아메리카 시리즈

### 주요 단일 이벤트
- 르망 24시 – Automobile Club de l'Ouest가 주최하고 국제 자동차 연맹이 승인하는 내구 레이스
- 데이토나 24시
- 뉘르부르크링 24시
- 스파 24시
- 세브링 12시
- 프티 르망
- 스즈카 1000km
- 바서스트 12시

## 참고 문헌
- 데니스 젠킨슨, "Automobile Year Book of Sports Car Racing" (1950년대 초부터 1970년대까지 스포츠카 경주의 사진 역사).
- 야노스 빔펜, "Time and Two Seats" – 2권. 1952년부터 1990년대 후반까지 세계 챔피언십 스포츠카 경주의 광범위한 역사.
- 야노스 빔펜, "Open Roads And Front Engines" – 위 책의 사진 보조 자료로, 50년대 초반-60년대 초반을 다룬다.
- 야노스 빔펜, "Winged Sports Cars and Enduring Innovation" – 위 책의 속편으로, 60년대 초반-70년대 초반을 다룬다.
- 야노스 빔펜, "Spyders and Silhouettes" – 위 책의 속편으로, 70년대 초반-80년대 초반을 다룬다.
- 존 와이어, "The Certain Sound" – 애스턴 마틴 및 포드 GT40 팀 매니저의 회고록.
- 크리스 닉슨, "Racing with the David Brown Aston Martins", 2권.
- 앤서니 프리처드, "Sports Racing Cars" – 역사를 통해 25대의 스포츠 레이서에 대한 프로필.
- Brooklands Books, "Le Mans" – 현대 경주 보고서 5권.
- Brooklands Books, "Mille Miglia" – 현대 경주 보고서 2권.
- Brooklands Books, "Targa Florio" – 현대 경주 보고서 5권.
- Brooklands Books, "Carrera Panamericana" – 현대 경주 보고서 1권.
- 이안 브릭스, "Endurance Racing 1982–1991" – 그룹 C 및 IMSA GTP 시대를 경주별로.
- Michael Cotton, "Directory of World Sports Cars" – IMSA 및 GpC 자동차 역사를 자세히 설명.
- 앤드루 와이트, "Jaguar: Sports Racing and Works Competition Cars" – 2권. 브랜드의 권위 있는 역사.
- 이안 뱀시, 편집. "Super Sports: The 220 mph (350 km/h) Le Mans Cars" – 대용량 쿠페의 기술적 요약.
- 크리스 닉슨 – "Sports Car Heaven" – 애스턴 마틴 vs 페라리.
- 칼 루드비그센 – "Quicksilver Century" – 메르세데스-벤츠의 경쟁 역사.
- 칼 루드비그센 – "Porsche: Excellence Was Expected" (3권) – 포르쉐의 광범위한 역사.
- 빅 엘포드, "Reflections on a Golden Era of Motorsport" – 빅의 랠리, 싱글 시터, 그리고 대부분 스포츠카 경력을 심층적으로 다룬다.
- 노버트 싱어, "24:16" – 포르쉐의 르망 우승에서 그의 역할.
- 존 호스맨, "Racing in the Rain", 애스턴 마틴, 존 와이어, 미라지에서의 그의 엔지니어링 경력에 대한 이야기.
- Curami/Vergnano, "'La Sport' e i suoi artigiani" – 1930년대-1960년대 이탈리아 국내 스포츠카 경쟁 및 그 안에서 경쟁했던 '특수 차량'.
- J. A. Martin & 켄 웰스, "Prototypes: The History of the IMSA GTP Series" – IMSA 최고 수준 시리즈에서 경쟁했던 다양한 레이싱 팀과 제조업체에 대한 팀별 설명.
- 마이크 풀러 & J. A. Martin, "Inside IMSA's Legendary GTP Race Cars: The Prototype Experience", ISBN 0-7603-3069-7, Motorbooks International, 2008년 4월 25일. IMSA GTP 레이서의 기술적 및 역사적 개요.